# Poecilocloeus
Poecilocloeus is een geslacht van rechtvleugeligen uit de familie veldsprinkhanen (Acrididae). De wetenschappelijke naam van dit geslacht werd voor het eerst geldig gepubliceerd in 1910 door Lawrence Bruner.

## Soorten
Het geslacht Poecilocloeus omvat de volgende soorten:
- Poecilocloeus abditus Descamps, 1976
- Poecilocloeus amazonicus Amédégnato & Poulain, 1987
- Poecilocloeus bifurcus Descamps, 1980
- Poecilocloeus bolivianus Amédégnato & Poulain, 1987
- Poecilocloeus bora Descamps, 1980
- Poecilocloeus bullatus Rehn, 1908
- Poecilocloeus cacuminis Descamps, 1976
- Poecilocloeus calcarifer Descamps, 1976
- Poecilocloeus centralis Amédégnato & Poulain, 1987
- Poecilocloeus cervinus Descamps, 1980
- Poecilocloeus claviger Descamps, 1980
- Poecilocloeus cochleatus Descamps, 1980
- Poecilocloeus collaris Descamps, 1976
- Poecilocloeus corallipes Bruner, 1911
- Poecilocloeus cornutus Descamps, 1980
- Poecilocloeus depictus Descamps, 1980
- Poecilocloeus edentatus Descamps, 1976
- Poecilocloeus equatoriensis Descamps, 1980
- Poecilocloeus estironana Amédégnato & Poulain, 1987
- Poecilocloeus exultus Descamps, 1980
- Poecilocloeus fastigiatus Descamps, 1976
- Poecilocloeus ferus Descamps, 1976
- Poecilocloeus flavipictus Bruner, 1913
- Poecilocloeus floridus Descamps, 1980
- Poecilocloeus fruticolus Descamps, 1976
- Poecilocloeus furcicerca Amédégnato & Poulain, 1987
- Poecilocloeus globifer Amédégnato & Poulain, 1987
- Poecilocloeus hamatus Descamps, 1980
- Poecilocloeus inanis Descamps, 1976
- Poecilocloeus ingens Descamps, 1976
- Poecilocloeus insolitus Descamps, 1980
- Poecilocloeus jacareacangae Amédégnato & Poulain, 1987
- Poecilocloeus janeirensis Descamps, 1980
- Poecilocloeus jutai Amédégnato & Poulain, 1987
- Poecilocloeus lacalatus Descamps, 1980
- Poecilocloeus lepidus Descamps, 1976
- Poecilocloeus luteovittatus Descamps, 1980
- Poecilocloeus maculaticeps Descamps, 1980
- Poecilocloeus maculicrus Descamps, 1980
- Poecilocloeus modestus Gerstaecker, 1889
- Poecilocloeus napoana Amédégnato & Poulain, 1987
- Poecilocloeus nigrithorax Descamps, 1980
- Poecilocloeus nubilosus Descamps, 1980
- Poecilocloeus obsoletus Descamps, 1980
- Poecilocloeus ornatus Bruner, 1910
- Poecilocloeus peruvianus Descamps, 1976
- Poecilocloeus pervagatus Descamps, 1976
- Poecilocloeus prasinatus Descamps, 1980
- Poecilocloeus purus Descamps, 1976
- Poecilocloeus regressivalva Amédégnato & Poulain, 1987
- Poecilocloeus rubripes Descamps & Amédégnato, 1970
- Poecilocloeus scitus Descamps, 1976
- Poecilocloeus septentrionalis Rowell, 2007
- Poecilocloeus sexnotatus Descamps, 1980
- Poecilocloeus spatulifer Descamps, 1980
- Poecilocloeus submodestus Descamps, 1980
- Poecilocloeus surdus Descamps, 1980
- Poecilocloeus tabatingana Descamps, 1980
- Poecilocloeus tridentatus Mariño & Márquez, 1985
- Poecilocloeus ucayali Amédégnato & Poulain, 1987
- Poecilocloeus uncinatus Descamps, 1980
- Poecilocloeus uncus Descamps, 1980
- Poecilocloeus viridithorax Descamps, 1980